# Bezereos
Bezereos est un camp romain dont les troupes étaient chargées de tâches de sécurité et de surveillance au niveau du Limes Tripolitanus, dans la province d'Afrique proconsulaire. Le petit fortin est situé à 125 mètres d'altitude, sur la bordure nord-est du Grand Erg oriental, dans le sud du gouvernorat de Kébili en Tunisie.
À proximité du site, désormais connu sous le nom de Bir Ghezen, se trouve le village de Sidi Mohammed Ben Aïssa. Les vestiges du mur d'enceinte du fortin peuvent être visités sur une colline à environ trois kilomètres et demi au sud-est de la route L104.

## Emplacement

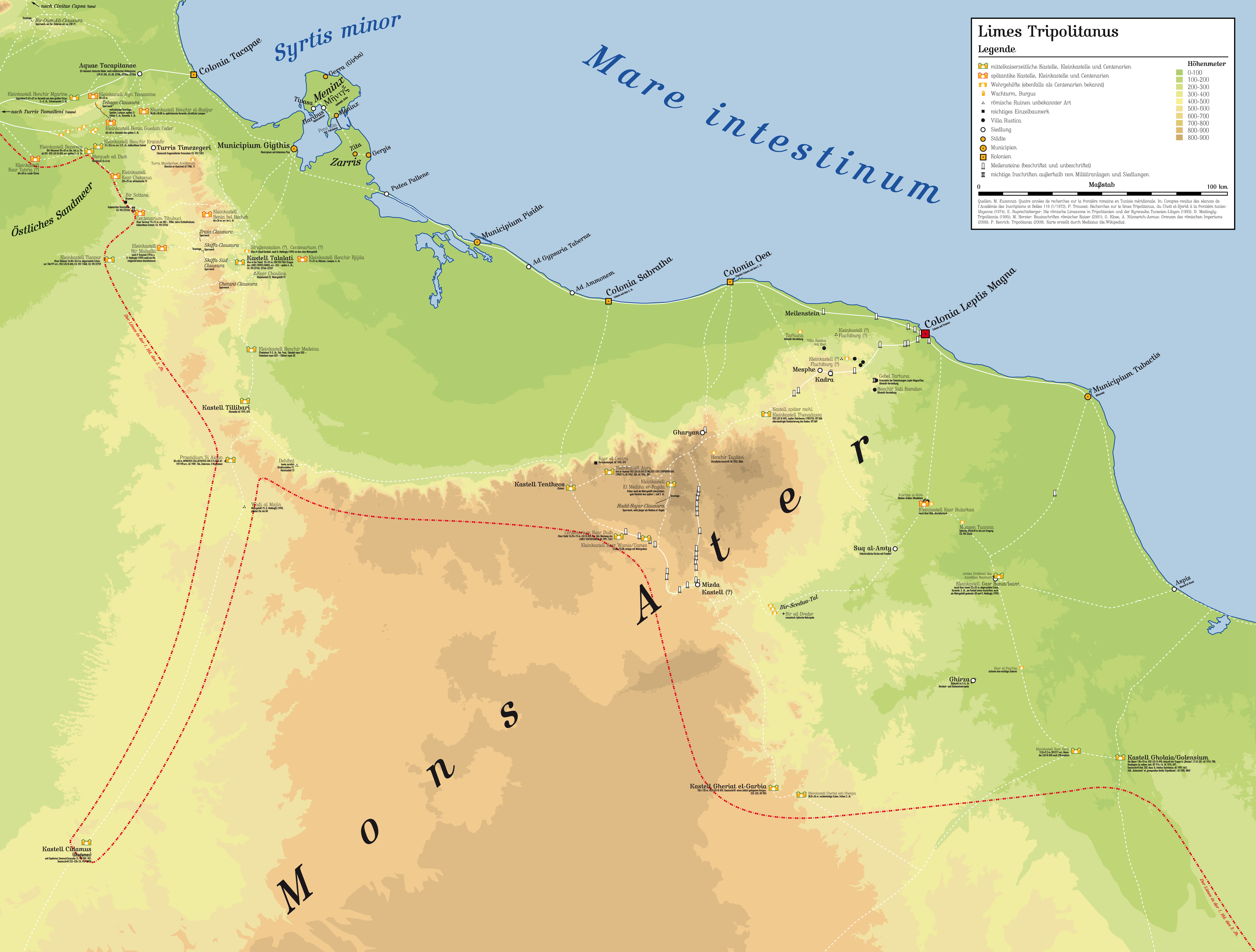
Situation du fortin dans le dispositif du Limes Tripolitanus.

Le fortin, construit sur une petite colline disposant d'une bonne visibilité, appartient avec Tisavar (de) aux premières fortifications de cette section du Limes Tripolitanus. Il se trouve dans un coude formé par la frontière romaine, une ligne orientée du sud-est vers l'ouest, qui résulte des considérations romaines d'exclure du territoire les zones désertiques hostiles et de construire uniquement les installations militaires dans les zones semi-désertiques. Cette section de frontière suit l'oued Hallouf.
À environ un kilomètre de Bezereos se trouve une montagne, le Mergueb ed Diab sur laquelle se trouve une grande tour de guet romaine, mesurant cinq mètres sur cinq, que l'archéologue David J. Mattingly considère comme les « yeux » de Bezereos.
Cette tour a été utilisée comme une station de signal pour les forts frontaliers situés plus au sud. À seulement sept kilomètres au nord-est, dans les montagnes du djebel Dahar, sur le côté sud du djebel Oum ech Chia se trouve le fortin de Henchir Krannfir (de) qui sécurise un col sur le versant nord du djebel Dahar. Plus à l'ouest, le fortin de Ksar Tabria (de) a sécurisé une route principale et l'arrière-pays du limes. Grâce à un système d'irrigation organisé, les denrées alimentaires de base ont été produites sur place, bénéficiant aux troupes et à la population civile alentour.
L'Itinéraire d'Antonin, un répertoire des voies romaines du IIIe siècle, mentionne Bezeros comme la cinquième étape sur la route reliant Tacapae (Gabès) à Leptis Magna.

## Découverte et fouilles
Des brigades topographiques de l'armée française mentionnent en 1901 pour la première fois de vastes vestiges romains dans le voisinage du puits de Bir Ghezen, près de Sidi Mohammed Ben Aïssa. Entre 1909 et 1910, l'officier français Raymond Donau (de) y conduit des fouilles après les avoir brièvement décrits dans le cadre d'un travail militaire. Une inscription qu'il trouve en 1919 permet l'identification de l'endroit par son nom. La garnison du nom de Vezerei qui y est mentionnée correspond au Bezereos de l'Itinéraire d'Antonin et de la Notitia dignitatum. Dans les décennies suivantes, des fouilles ont encore lieu.

## Inscription
Comme l'a signalé l'archéologue Pol Trousset, Bezereos peut au mieux être décrit comme un petit fortin. Grâce à une liste de noms gravée dans la pierre et datée des années 209 à 211, que Donau a trouvée dans la cour du fortin, on suppose qu'une unité forte d'environ 300 hommes (vexillation), fournie par la Legio III Augusta basée à Lambèse, y était stationnée. La liste identifie également huit centurions, qui ont certainement assuré la conduite des fortins voisins. Il existe une certaine probabilité qu'un fort plus important, jusque-là inconnu, se trouve sous les sables près de Bezereos, la structure rectangulaire, avec ses petites dimensions de 50 mètres sur 65, ne correspondant pas à son importance épigraphique.
Sur la base de la même inscription, il est également possible que le lieu ait déjà été, sous le règne des Sévères, le siège d'un praepositus (haut commandant) chapeautant plusieurs garnisons. Indice de cette possibilité, le fait que la Notitia dignitatum cite un Praepositus limitis Bizerentane dans la liste des Dux provinciae Tripolitanae (commandants des troupes frontalières de la province de Tripolitaine). Le Limes Bizerentanus, centré sur Bezereos, formait dans l'Antiquité tardive une section entre le Limes Tamallensis et le  Limes Talalatensis.
Quelques années avant la publication de cette liste, une inscription, don de l'empereur Septime Sévère (193-211) et de son corégent Caracalla (211-217), est apportée au fortin en 201 par un détachement de la Legio III Augusta :
[Imp(erator) Caes(ar) L(ucius) Septimius Severus] Pius Pert(inax) Aug(ustus)
[et Imp(erator) Caes(ar) M(arcus) Aurelius Ant]oninus Aug(ustus)
[〚Brit(annicus) Part(hicus) max(imus) Germanicus〛titul]um quod di-
[vo Commodo fratre suo eras]um fu-
[erat restituerunt per vexi]lla[tionem 〚leg(ionis) III Aug(ustae)〛]
[p(iae) v(indicis) Q(uinto) An]ici[o Fausto l]eg(ato) Au[g(ustorum) pro]
[pr]aet[o]re c(larissimo) v(iro) c[o(n)s(ule) sub] cura C(ai) I[uli Saturnini]
|(centurionis) [leg(ionis)] eiusde[m] Muciano [et Fabiano co(n)s(ulibus)]
Après l'assassinat de l'empereur Commode, qui règne entre 180 et 192, une damnatio memoriae est émise contre lui, ce qui conduit à la radiation de son nom des inscriptions. Après que Septime Sévère annule cette mesure en 197, Commode est désigné comme « son frère » et même déifié ; les vexillations de la Legio III Augusta sont alors employées à restaurer les inscriptions. L'inscription ci-dessus est une référence à cet événement. Comme la Legio III Augusta fait elle-même l'objet d'une damnatio memoriae en 238, son nom a également été effacé des inscriptions.
On n'en sait très peu à propos de l'occupation du fort à la fin du IIIe siècle et dans l'Antiquité tardive.
Les vestiges actuellement visibles datent au plus tard du règne de l'empereur Commode, ce qui est indiqué par l'inscription dont la version originale est toutefois perdue. Peut-être qu'une vexillation de la Legio III Augusta occupe déjà le lieu sous le règne de Commode. Une inscription a été découverte dans le fortin de Tisavar et datée entre 184 et 191. Le fortin de Bezereos est à la fois typique des forteresses du Moyen Empire aux angles arrondis et se compose d'une petite maçonnerie. L'unique porte, de 0,85 mètre de large, se trouve sur le côté nord-est. On ne sait à ce jour rien des possibles bâtiments situés à l'intérieur. Le fortin de Tisavar est conçu de façon similaire.

## Vicus
Près du fortin se trouvait une petite colonie romaine, formant un vicus typique de la plupart des forts frontaliers. L'archéologue Louis Poinssot rapporte en 1938 que des fouilles dans les ruines de Sidi Mohammed Ben Aïssa ont permis sa découverte.
Les fouilleurs y ont trouvé un bâtiment de deux étages. En plus de cinq pièces, le début d'une galerie a été découvert. Une salle équipée d'un hypocauste caractéristique, avec ses briques creuses (tubulures) bien conservées, a permis de l'interpréter comme étant des thermes. La chambre voisine disposait d'une piscine chauffée ; on y a trouvé des vestiges de très grandes briques, dont certaines à la couleur gris-vert, sous lesquelles se trouvaient la tête d'un oiseau, la queue d'un poisson et des restes d'un animal à quatre pattes.